# Раменцы (Карелия)
Раменцы — станция (населённый пункт) в составе Поповпорожского сельского поселения Сегежского района Карелии.
Располагается при одноименной железнодорожной станции Петрозаводского отделения Октябрьской железной дороги.

## Общие сведения
Станция расположена на 615-м км перегона Медвежья Гора—Сегежа.
Сохраняется Братская могила советских воинов, погибших в годы Великой Отечественной войны. В могиле захоронено свыше 1500 воинов 32-й армии Карельского фронта. В 2018 году проведена реконструкция воинского мемориала и дополнен список погибших воинов Карельского фронта по результатам архивных поисков.

## Население
| 2002 | 2009 | 2010 | 2013 |
| ---- | ---- | ---- | ---- |
| 8    | ↘2   | ↗5   | ↘4   |

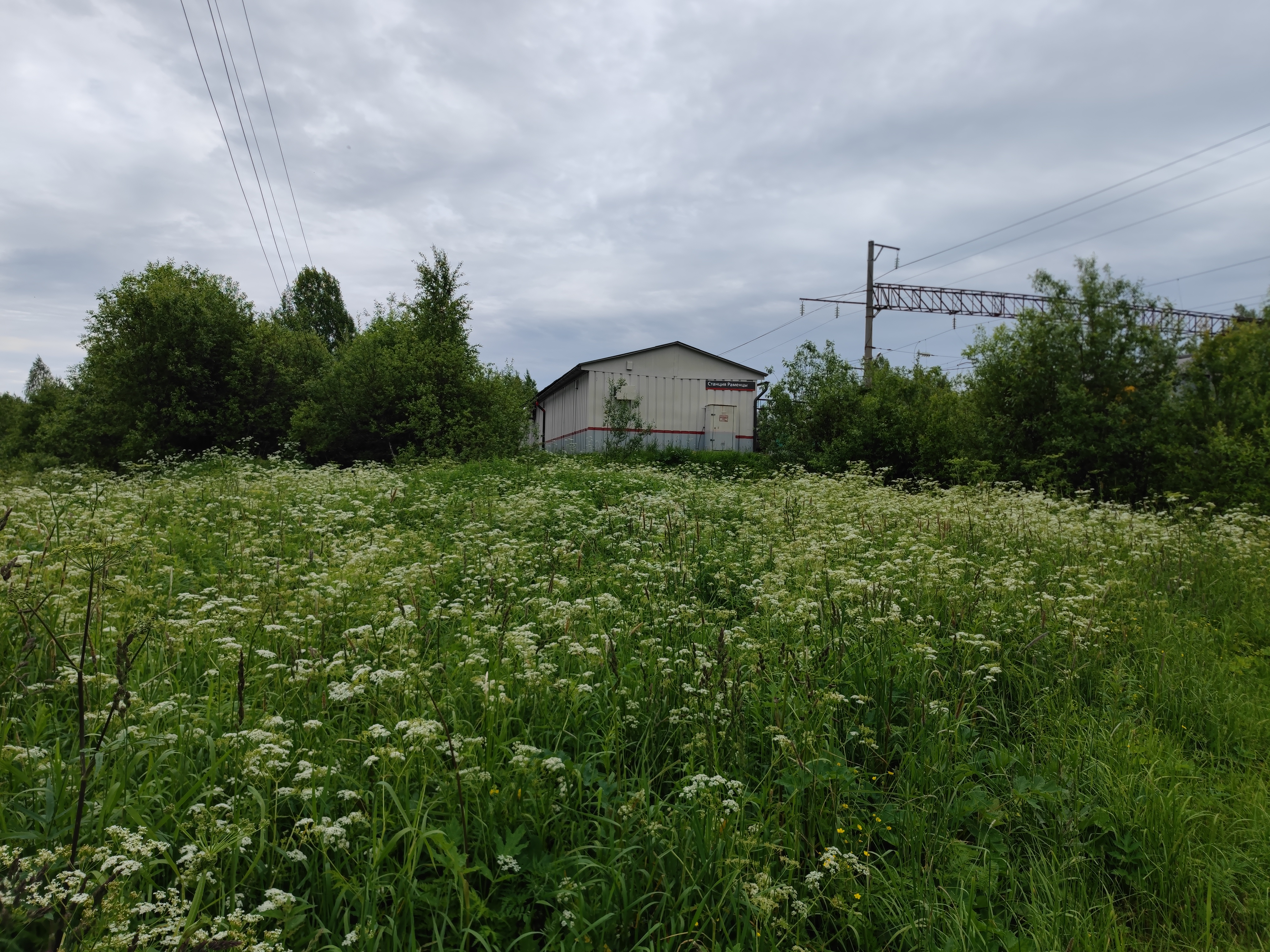
Железнодорожная станция
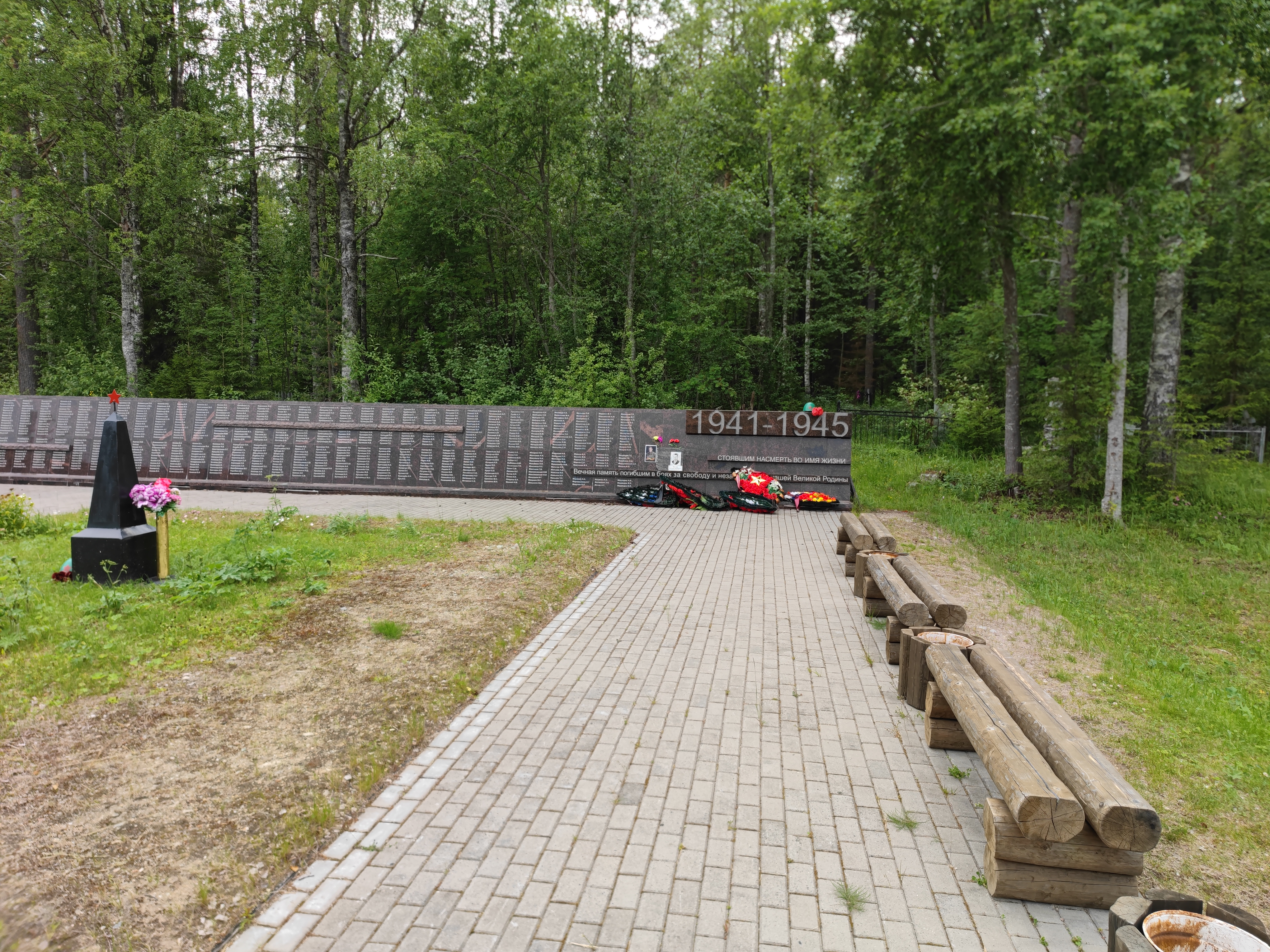
Мемориальный комплекс  Объект культурного наследия № 1000747000№ 1000747000